# 2012 en baseball
| Années du baseball : 2009 - 2010 - 2011 - 2012 - 2013 - 2014 - 2015    |
| Décennies du baseball : 1980 - 1990 - 2000 - 2010 - 2020 - 2030 - 2040 |

Les faits marquants de l'année 2012 en Baseball

## Calendriers
- Championnat du Nicaragua, jusqu'en janvier.
- Championnat de Porto-Rico, jusqu'en janvier.
- Ligue vénézuélienne, jusqu'en janvier.
- Ligue australienne, jusqu'en février.
- Championnat de Cuba, jusqu'en mai.
- Ligue mexicaine, jusqu'en août.
- Championnat d'Espagne, jusqu'en juillet.
- Championnat de France, jusqu'en août.
- Ligue majeure de baseball, jusqu'en octobre.
- Championnat de Corée du Sud, jusqu'en octobre.
- Championnat d'Allemagne, jusqu'en octobre.
- Ligues mineures de baseball, jusqu'en septembre.
- Championnat des Pays-Bas, jusqu'en août.
- Championnat du Japon, jusqu'en octobre.
- Championnat d'Italie, jusqu'en août.
- Championnat de Grande-Bretagne, jusqu'en août.
- Match des étoiles de la Ligue majeure de baseball.
- 26e Semaine de baseball de Haarlem, du 13 au 22 juillet à Haarlem (Pays-Bas).
- 5e Coupe du monde de baseball féminin, le 10 août à Edmonton (Canada).
- 25e Championnat du monde U18, du 30 août au 8 septembre à Séoul (Corée du Sud).
- Finale à quatre de la 49e Coupe d'Europe.
- 32e Championnat d'Europe de baseball, en septembre aux Pays-Bas.
- Tournoi de qualification à la Classique mondiale de baseball 2013, en septembre et novembre.

## Événements

### Janvier
- 4 janvier : Joe Torre démissionne de son poste de vice-président des Ligues majeures de baseball[1].
- 9 janvier : Barry Larkin est le seul joueur élu en 2012 au Temple de la renommée du baseball[2].
- 12 janvier : le contrat du commissaire des Ligues majeures de baseball Bud Selig, qui devait prendre sa retraite le 31 décembre 2012, est prolongé de deux ans[3].
- 18 janvier : les Rangers du Texas mettent sous contrat le lanceur vedette japonais Yu Darvish pour 60 millions de dollars US sur six ans. Texas doit aussi verser 51,7 millions en compensation aux Hokkaido Nippon Ham Fighters de la NPB[4].
- 24 janvier : Jorge Posada annonce sa retraite après 17 saisons avec les Yankees de New York[5].
- 26 janvier : l'ancienne vedette des Brewers de Milwaukee, Prince Fielder, rejoint les Tigers de Détroit, qui lui accordent un contrat de 214 millions de dollars pour 9 saisons[6].

### Février
- 13 février : les Athletics d'Oakland mettent sous contrat l'international cubain Yoenis Cespedes, qui a fait défection de son pays[7].
- 17 février : Tim Wakefield annonce à 45 ans sa retraite après 19 saisons en Ligue majeure[8].
- 20 février : Manny Ramírez sort de sa retraite annoncée en avril 2011 et signe un contrat avec les A's d'Oakland[9].
- 23 février : Ryan Braun des Brewers de Milwaukee crée un précédent alors qu'il a gain de cause après avoir contesté les résultats d'un test de dépistage de drogue échoué en octobre précédent et qu'il évite une sévère suspension pour dopage[10].
- 27 février : le capitaine des Red Sox de Boston, Jason Varitek, annonce sa retraite après 15 saisons en Ligue majeure, toutes avec la même équipe[11].

### Mars
- 3 mars : la Ligue majeure de baseball annonce que 10 équipes au lieu de 8 participeront aux prochaines séries éliminatoires. Quatre clubs qualifiés comme meilleurs deuxièmes (wild card) joueront un seul match éliminatoire qui les qualifiera ou non pour les Séries de divisions[12]. C'est la première expansion des séries éliminatoires depuis le format à 8 équipes utilisé depuis 1995.
- 16 mars : Andy Pettitte, à la retraite depuis février 2011, annonce son retour à la compétition[13].
- 27 mars : un groupe d'investisseurs menés par le financier Mark Walter et incluant la légende du basketball Magic Johnson achète la franchise des Dodgers de Los Angeles pour une somme record de 2 milliards de dollars US[14].
- 28 mars : les Mariners de Seattle et les Athletics d'Oakland ouvrent la saison 2012 de la MLB par deux matchs en deux jours au Tokyo Dome de Tokyo. Les Mariners, considérés comme les « visiteurs » pour ces affrontements, remportent le premier match 3 à 1 grâce, entre autres, à une performance de 4 coups sûrs du Japonais Ichiro Suzuki[15]. Oakland remporte la seconde partie le 29 mars grâce au premier coup de circuit dans les majeures de Yoenis Céspedes[16].

### Avril
- 4 avril : inauguration à Miami du nouveau Marlins Park, domicile des Marlins de Miami.
- 5 avril : à Cleveland, les Indians et les Blue Jays de Toronto disputent le plus long match d'ouverture de l'histoire des Ligues majeures de baseball, remporté 7-4 par Toronto en 16 manches de jeu[17].
- 10 avril : le manager des Marlins de Miami, Ozzie Guillén, enrage la communauté cubaine du sud de la Floride en tenant des propos sympathiques à Fidel Castro dans une interview au magazine Time. Les Marlins le suspendent pour 5 matchs[18].
- 17 avril : Jamie Moyer devient à 49 ans et 151 jours le lanceur le plus âgé à remporter une victoire dans la Ligue majeure de baseball[19].
- 21 avril : à Seattle, le lanceur droitier Philip Humber, des White Sox de Chicago, lance le 21e match parfait de l'histoire, retirant dans l'ordre les 27 frappeurs des Mariners dans une victoire de 4-0[20].
- 23 avril : Iván Rodríguez met fin à une carrière de 21 saisons et se retire avec le record du plus grand nombre de parties jouées à la position de receveur dans les Ligues majeures[21].

### Mai
- 2 mai : Jered Weaver des Angels de Los Angeles lance un match sans point ni coup sûr à Anaheim dans une victoire de 9-0 de son club sur les Twins du Minnesota[22].
- 8 mai : à Baltimore, Josh Hamilton des Rangers du Texas égale le record du baseball majeur et devient le 16e joueur en 118 ans à frapper 4 coups de circuit dans un même match[23].

### Juin
- 1er juin : le lanceur gaucher Johan Santana réussit le premier match sans point ni coup sûr de l'histoire des Mets de New York, une franchise à sa 51e année d'existence. L'exploit réalisé dans une victoire de 8-0 sur les Cardinals de Saint-Louis à Citi Field, New York, laisse les Padres de San Diego comme seule franchise existante de la MLB n'ayant jamais vu un de ses lanceurs réussir une partie sans coup sûr[24].
- 8 juin : six lanceurs des Mariners de Seattle réussissent un match sans point ni coup sûr combiné dans une victoire de 1-0 sur les Dodgers de Los Angeles[25].
- 13 juin : Matt Cain lance le 22e match parfait de l'histoire des Ligues majeures dans une victoire de 10-0 des Giants sur les Astros de Houston, à San Francisco[26]. Il égale le record établi en 1965 par Sandy Koufax avec 14 retraits sur des prises dans un match parfait[27]. Le même soir, R. A. Dickey des Mets de New York frôle aussi la perfection et le match sans point ni coup sûr lorsqu'une décision controversée du marqueur officiel l'en prive et qu'il termine un blanchissage des Rays de Tampa Bay avec un seul coup sûr accordé[28].
- 29 juin : Aaron Hill des Diamondbacks de l'Arizona devient le premier joueur de la Ligue majeure depuis Babe Herman en 1931 à réussir deux cycles dans une même saison. Hill avait accompli cet exploit le 18 juin précédent[29].

### Juillet

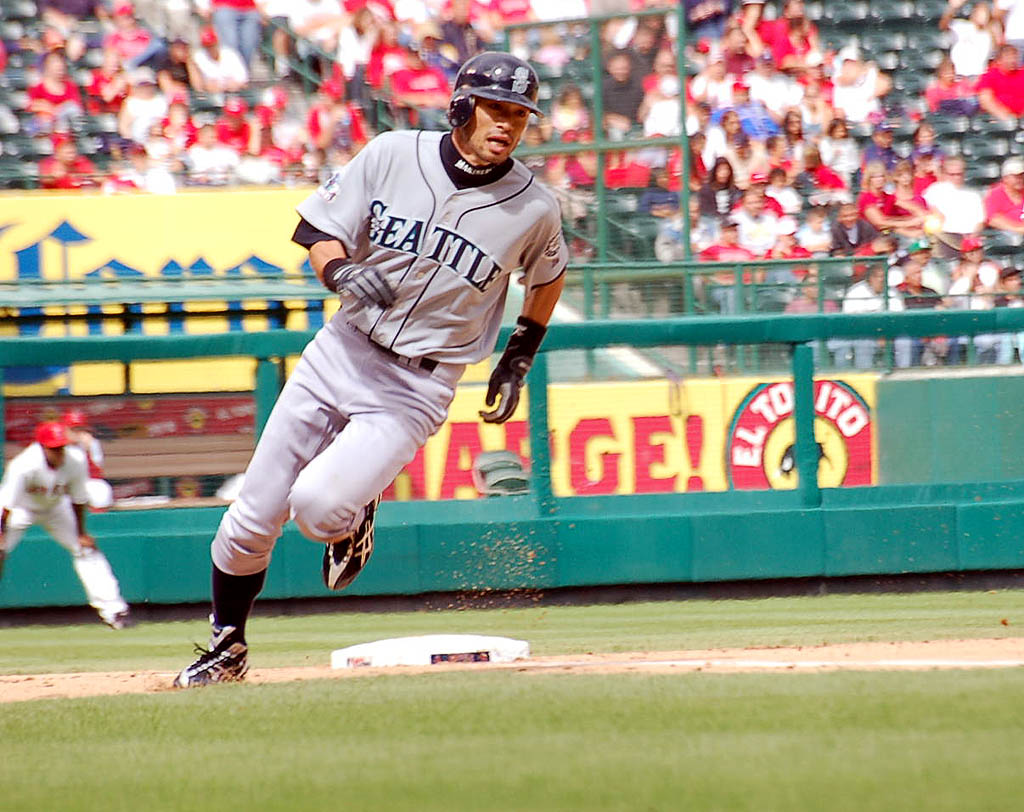
Le 23 juillet, les Mariners échangent Ichiro Suzuki aux Yankees.

- 10 juillet : pour la troisième année de suite, la Ligue nationale remporte le match des étoiles de la Ligue majeure de baseball. Melky Cabrera des Giants de San Francisco est nommé joueur du match[30] dans cette victoire de 8-0 sur la Ligue américaine au Kauffman Stadium de Kansas City[31].
- 22 juillet : Barry Larkin et Ron Santo sont intronisés au Temple de la renommée du baseball[32].
- 23 juillet : les Mariners de Seattle échangent le voltigeur étoile Ichiro Suzuki aux Yankees de New York en retour des lanceurs droitiers Danny Farquhar et D. J. Mitchell[33].
- 27 juillet : les Brewers de Milwaukee échangent leur as lanceur Zack Greinke, destiné à devenir joueur autonome après la saison, aux Angels de Los Angeles l'arrêt-court Jean Segura et les lanceurs Johnny Hellweg et Ariel Peña[34].
- 30 juillet : Kendrys Morales des Angels de Los Angeles est le 3e joueur de l'histoire des majeures à frapper un circuit comme frappeur droitier et un autre comme frappeur gaucher dans une même manche, rééditant l'exploit de Carlos Baerga en 1993 et Mark Bellhorn en 2002[35].

### Août
- 14 août : Derek Jeter des Yankees de New York dépasse Nap Lajoie au 12e rang des meilleurs frappeurs de coups sûrs de l'histoire des majeures avec son 3243e en carrière[36].
- 15 août : Felix Hernandez lance le 23e match parfait de l'histoire des Ligues majeures dans la victoire de 1-0 des Mariners à Seattle sur les Rays de Tampa Bay[37]. Hernandez retire 12 frappeurs adverses sur des prises. C'est la première fois de l'histoire que 3 matchs parfaits sont réussis dans une même saison.
- 15 août : meneur du baseball majeur pour les coups sûrs (159) et deuxième pour la moyenne au bâton (,346), Melky Cabrera des Giants de San Francisco est suspendu pour 50 parties après avoir utilisé de la testostérone et échoué un test antidrogue[38].
- 21 août : avec son 146e but volé, Billy Hamilton bat le record de Vince Coleman pour le nombre de buts volés en une saison dans les ligues mineures et dans le baseball professionnel, incluant les Ligues majeures[39]. Hamilton termine la saison avec 155 buts volés[40].

### Septembre
Tournoi de qualification à la Classique mondiale de baseball 2013
- 23 septembre : l'Espagne se qualifie pour la Classique mondiale de baseball 2013 en battant Israël 9-7 à Jupiter aux États-Unis[41].
- 24 septembre : le Canada se qualifie pour la Classique mondiale de baseball 2013 en battant l'Allemagne 11-1 à Ratisbonne[42].
- 27 septembre : Doug Fister des Tigers de Détroit établit contre les Royals de Kansas City un nouveau record de la Ligue américaine de baseball en retirant 9 frappeurs de suite sur des prises[43].

### Octobre
- 3 octobre : meneur de la Ligue américaine pour la moyenne au bâton, les coups de circuit et les points produits au terme de la saison 2012 de la Ligue majeure de baseball, Miguel Cabrera des Tigers de Détroit est le premier frappeur à remporter la triple couronne depuis Carl Yastrzemski en 1967[44].
- 5 octobre : les premiers matchs de meilleurs deuxième, nouvelle étape des séries éliminatoires de la Ligue majeure de baseball, sont disputés. Les Cardinals de Saint-Louis et les Orioles de Baltimore éliminent respectivement les Braves d'Atlanta et les Rangers du Texas[45],[46]. Dans la défaite d'Atlanta, marquée par un controversé ballon à l'avant-champ[47] Chipper Jones joue le dernier match de sa carrière[48].
- 11 octobre : 
  - Les Tigers de Détroit accèdent à leur deuxième Série de championnat de la Ligue américaine consécutive en éliminant trois victoires à deux les Athletics d'Oakland en Série de division[49].
  - Les Giants de San Francisco sont la première équipe à gagner une Série de divisions trois victoires à deux après avoir perdu les deux premières rencontres[50]. Ils éliminent les Reds de Cincinnati.
- 12 octobre : 
  - À une seule prise de l'élimination, les Cardinals de Saint-Louis complètent une poussée de quatre points en neuvième manche pour remporter trois victoires à deux la Série de division de la Ligue nationale qui les oppose aux Nationals de Washington[51].
  - Les Yankees de New York éliminent les Orioles de Baltimore en cinq parties dans leur Série de division de la Ligue américaine[52].
- 18 octobre : les Tigers de Détroit remportent une quatrième victoire en quatre parties sur les Yankees de New York pour gagner la Série de championnat de la Ligue américaine et accéder à leur première Série mondiale depuis 2006[53]
- 22 octobre : après avoir tiré de l'arrière 1-3 dans la Série de championnat, les Giants de San Francisco remportent la finale de la Ligue nationale quatre matchs à trois sur les Cardinals de Saint-Louis[54].
- 24 octobre : la Série mondiale 2012 s'ouvre à San Francisco entre les Giants et les Tigers de Détroit. Pablo Sandoval, des Giants, devient le 4e joueur de l'histoire à frapper trois circuits dans un même match de Série mondiale[55].
- 27 octobre : les Japan Series, finale de la NPB, s'ouvrent à Tokyo au Japon par une victoire des champions de la Ligue centrale, les Yomiuri Giants, sur les Hokkaido Nippon Ham Fighters, champions de la Ligue Pacifique, dans le premier match d'une série au meilleur de sept parties[56].
- 28 octobre : la Série mondiale 2012 prend fin à Détroit. Les Giants de San Francisco remportent une deuxième Série mondiale en trois ans après avoir remporté quatre matchs sur quatre face aux Tigers de Détroit[57].

### Décembre
- 27 décembre : Hideki Matsui annonce sa retraite après 20 ans de baseball professionnel au Japon et en Amérique du Nord[58].

## Principaux décès
- 2 janvier : Howie Koplitz, lanceur américain des années 1960[59].
- 8 janvier : Glenn Cox, lanceur américain des années 1950[60].
- 17 janvier : Marty Springstead, arbitre de la Ligue américaine de 1966 à 1985[61].
- 16 février : Gary Carter, receveur des Expos de Montréal et des Mets de New York élu au Temple de la renommée du baseball[62].
- 3 mars : Lloyd Hittle, 88 ans
- 3 mars : Jim Obradovich, 62 ans
- 4 mars : Don Mincher, 73 ans
- 6 mars : Helen Walulik, 82 ans
- 9 mars : Harry Wendelstedt, arbitre de la Ligue nationale[63].
- 11 mars : Hub Andrews, joueur des Giants de New York dans les années 1940.
- 15 mars : Dave Philley, a joué en MLB entre 1941 et 1962.
- 20 mars : Mel Parnell, lanceur étoile des Red Sox de 1947 à 1956.
- 24 mars : Bill Cutler, 92 ans, président de la Ligue de la côte du Pacifique et dépisteur des Expos de Montréal.
- 24 mars : Dennis Bennett, lanceur de la MLB dans les années 1960.
- 29 mars : Ray Narleski, 83 ans
- 30 mars : Janet Anderson Perkin, 90 ans, joueuse canadienne de l'All-American Girls Professional Baseball League et joueuse de curling.
- 31 mars : Jerry Lynch, 81 ans
- 2 avril : Allie Clark, 88 ans
- 8 avril : Al Veigel, 95 ans
- 10 avril : Andy Replogle, 58 ans
- 17 avril : Stan Johnson, 75 ans
- 18 avril : John O'Neil, 91 ans
- 24 avril : Fred Bradley, 91 ans
- 27 avril : Bill Skowron, 81 ans
- 5 mai : Don Leshnock, 65 ans
- 8 mai : Jerry McMorris, 71 ans, propriétaire des Rockies du Colorado de 1992 à 2005.
- 11 mai : Frank Wills, 53 ans,
- 16 mai : Kevin Hickey, 56 ans,
- 16 mai : Thad Tillotson, 71 ans
- 4 juin : Pedro Borbón, 65 ans
- 5 juin : Hal Keller, 83 ans
- 9 juin : Hawk Taylor, 68 ans
- 10 juin : Warner Fusselle, 68 ans, ex-animateur de This Week in Baseball.
- 11 juin : Dave Boswell, 67 ans
- 14 juin : Al Bracanto, 93 ans
- 17 juin : Patricia Brown, 81 ans
- 24 juin : Darrel Akerfelds, instructeur des Padres de San Diego, 50 ans.
- 25 juin : Lucella MacLean, 91 ans
- 28 juin : Doris Sams, 85 ans
- 1er juillet : Mike Hershberger, 72 ans
- 2 juillet : Ed Stroud, 72 ans
- 8 juillet : Chick King. 81 ans
- 11 juillet : Art Ceccarelli, 82 ans
- 22 juillet : Ed Stevens, 87 ans.
- 23 juillet : Louise Nippert, 100 ans, ancienne propriétaire des Reds de Cincinnati[64].
- 1er août : Don Erickson, 80 ans.
- 11 août : Mistuo Inaba, 63 ans, joueur des Chunichi Dragons.
- 13 août : Johnny Pesky, 92 ans, joueur, manager et instructeur des Red Sox de Boston.
- 1er novembre : Pascual Pérez, 55 ans, lanceur dominicain[65].
- 27 novembre : Marvin Miller, syndicaliste et ancien président de l'Association des joueurs, 95 ans[66].